# 凌空SOHO

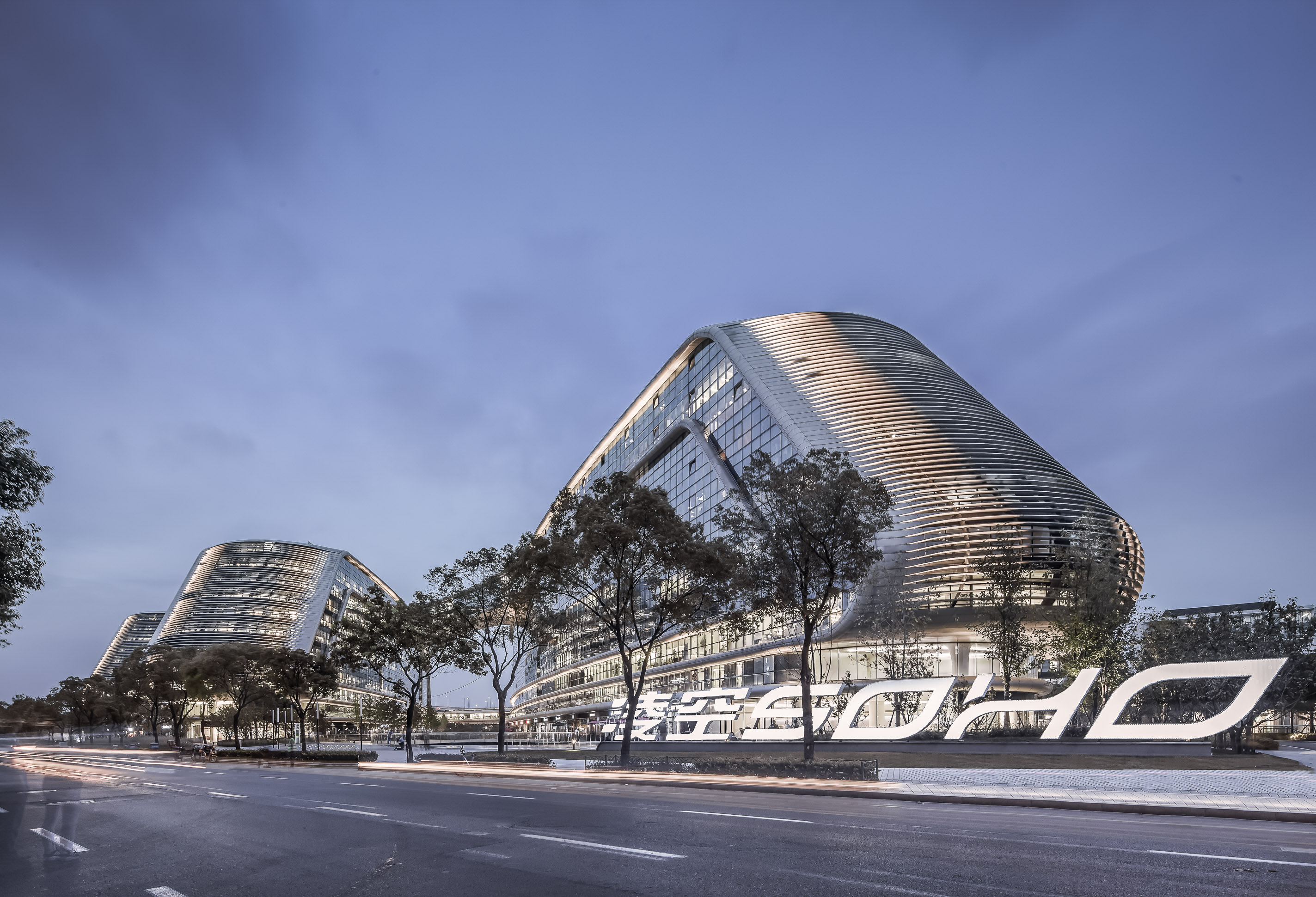
凌空SOHO

凌空SOHO是位于中華人民共和國上海市長寧區临空经济园区的一個办公商业建筑，它由四栋平行排列、彼此相连的条型大楼组成。該建築总建筑面积342527平方米，占地8.6万余平方米，高度40米，地下2层，地上11层，东西长约480米，南北距离约250米。建築北临北翟路，东临协和路，南临金钟路，西临广顺北路。最初該建築由SOHO中國所有，於2010年至2014年建設（一說2011至2012年設計，2014年10月建成）。现代设计集团上海建築设计研究院有限公司負責設計，扎哈·哈迪德建筑事务所參與建築方案設計。該建築也是扎哈·哈迪德在上海設計的第一個建築。2017年，SOHO中国準備出售凌空SOHO。2018年4月，凌空SOHO被基汇资本旗下一家从事房地产投资及管理的公司買下。2019年年初，建築更名為SKYBRIDGE HQ 天会。

## 特點
凌空SOHO是继北京的银河SOHO、望京SOHO之后，SOHO中国与建筑设计师、普利兹克奖获得者扎哈·哈迪德联手打造的第3个建筑。

## 歷史
2010年8月，SOHO中国拿下了“临空15号地块”。2014年9月29日，SOHO中国宣布将凌空SOHO的10万平米物业以30.5亿元人民币的價格出售给携程旅行网。2015年5月14日，携程正式入驻凌空SOHO。